# Djalminha
Djalma Feitosa Dias (sinh ngày 9 tháng 12 năm 1970) hay còn được biết đến với tên Djalminha [diʒawˈmĩɲɐ] là một cựu cầu thủ bóng đá người Brasil và cũng là bình luận viên bóng đá. Ông chơi ở vị trí tiền vệ.
Là cầu thủ có kỹ năng và khả năng kỹ thuật tuyệt vời nhưng sở hữu tính cách rắc rối, ông đã thi đấu cho các câu lạc bộ Flamengo, Palmeiras và Deportivo de La Coruña, đồng thời cũng là tuyển thủ Brazil.

## Sự nghiệp câu lạc bộ

### Brazil
Ông là con trai của cựu cầu thủ bóng đá Djalma Dias, Djalminha (Djalma nhỏ) sinh ra ở Santos, São Paulo, trong khi cha ông đang chơi cho Santos. Ông bắt đầu sự nghiệp của mình tại Flamengo, có trụ sở đặt tại Rio de Janeiro.
Sau đó, Djalminha chơi cho Guarani (được cho Shimizu S-Pulse ở Nhật Bản mượn một thời gian ngắn) và sau đó là Palmeiras, nơi anh nhận được giải thưởng Bola de Ouro (Quả bóng vàng Brazil) năm 1996.

### Deportivo de La Coruña
Vào tháng 7 năm 1997, Djalminha gia nhập câu lạc bộ Tây Ban Nha Deportivo de La Coruña, nơi ông ghi 26 bàn tại La Liga sau 87 lần ra sân trong ba mùa giải đầu tiên ở đó, đóng một vai trò quan trọng trong mùa giải đầu tiên và sau đó đòng góp vào chức vô địch La Liga của câu lạc bộ ở mùa giải 1999–2000. Tuy nhiên, sau đó, sự xuất hiện của Juan Carlos Valerón ở Deportivo vào thời điểm câu lạc bộ Atlético Madrid xuống hạng, đồng nghĩa với việc Djalminha có ít thời gian thi đấu hơn. Tiếp theo là cuộc đối đầu nảy lửa vào tháng 5 năm 2002 trong quá trình tập luyện với huấn luyện viên Depor Javier Irureta, khiến ông được cho mượn đến đội ở giải Austrian Football Bundesliga có tên FK Austria Wien vào mùa hè năm 2002.
Chỉ sau 11 lần ra sân cho Deportivo trong mùa giải 2003–04, Djalminha kết thúc sự nghiệp của mình với Club América của Mexico, giải nghệ ở tuổi 34.

### Bóng đá trong nhà
Năm 2008, Djalminha trở lại Depor, gia nhập đội bóng đá trong nhà cùng với các cầu thủ vĩ đại của câu lạc bộ Donato, Fran, Noureddine Naybet và Jacques Songo'o.

## Sự nghiệp quốc tế
Sự cạnh tranh gay gắt trong đội hình Brazil ở vị trí tiền vệ tấn công của Djalminha, kết hợp với tính khí có phần nóng nảy của ông, đã khiến ông chỉ có 14 lần thi đấu quốc tế trong sáu năm, phần lớn đến khi ở Deportivo. Ông là một phần của đội đã giành chức vô địch Copa América 1997, và của đội tuyển Brazil thi đấu ở Le Tournoi, cũng vào năm 1997.
Djalminha lẽ ra được gọi tham dự World Cup 2002, nhưng cuối cùng lại không được chọn bởi Luiz Felipe Scolari sau sự cố với Irureta vài ngày trước khi công bố đội hình cuối cùng và rồi đánh mất vị trí vào tay Kaka.

## Thống kê sự nghiệp

### Câu lạc bộ
| Câu lạc bộ          | Mùa giải            | Giải đấu            | Giải đấu | Giải đấu  | Cup     | Cup       | Châu lục | Châu lục  | Tổng cộng | Tổng cộng |
| Câu lạc bộ          | Mùa giải            | Giải đấu            | Số trận  | Bàn thắng | Số trận | Bàn thắng | Số trận  | Bàn thắng | Số trận   | Bàn thắng |
| ------------------- | ------------------- | ------------------- | -------- | --------- | ------- | --------- | -------- | --------- | --------- | --------- |
| Flamengo            | 1989                | Série A             | 1        | 0         | 0       | 0         |          |           |           |           |
| Flamengo            | 1990                | Série A             | 11       | 1         | 7       | 1         |          |           |           |           |
| Flamengo            | 1991                | Série A             | 4        | 1         |         |           |          |           |           |           |
| Flamengo            | 1992                | Série A             | 7        | 0         |         |           |          |           |           |           |
| Flamengo            | 1993                | Série A             |          |           | 6       | 3         |          |           |           |           |
| Flamengo            | Tổng cộng           | Tổng cộng           | 23       | 2         | 13      | 4         |          |           |           |           |
| Guarani             | 1993                | Série A             | 19       | 6         |         |           |          |           | 19        | 6         |
| Guarani             | 1994                | Série A             | 3        | 3         |         |           |          |           | 3         | 3         |
| Guarani             | 1995                | Série A             | 11       | 6         |         |           |          |           |           |           |
| Guarani             | Tổng cộng           | Tổng cộng           | 33       | 15        |         |           |          |           |           |           |
| Shimizu S-Pulse     | 1994 (mượn)         | J1 League           | 11       | 4         | 0       | 0         |          |           | 11        | 4         |
| Palmeiras           | 1996                | Série A             | 22       | 12        | 7       | 5         |          |           |           |           |
| Palmeiras           | 1997                | Série A             | 0        | 0         | 5       | 1         |          |           | 5         | 1         |
| Palmeiras           | Tổng cộng           | Tổng cộng           | 22       | 12        | 12      | 6         |          |           |           |           |
| Deportivo           | 1997–98             | La Liga             | 26       | 8         | 3       | 1         | 2        | 1         | 31        | 10        |
| Deportivo           | 1998–99             | La Liga             | 30       | 8         | 5       | 1         |          |           | 35        | 9         |
| Deportivo           | 1999–00             | La Liga             | 31       | 10        | 1       | 0         | 7        | 3         | 39        | 13        |
| Deportivo           | 2000–01             | La Liga             | 21       | 9         | 3       | 1         | 9        | 3         | 33        | 13        |
| Deportivo           | 2001–02             | La Liga             | 18       | 1         | 6       | 0         | 8        | 2         | 32        | 3         |
| Deportivo           | 2003–04             | La Liga             | 11       | 2         | 3       | 0         | 1        | 0         | 15        | 2         |
| Deportivo           | Tổng cộng           | Tổng cộng           | 137      | 38        | 21      | 3         | 26       | 9         | 185       | 50        |
| Austria Wien (mượn) | 2002–03             | Austrian Bundesliga | 10       | 2         | 0       | 0         | 2        | 1         | 12        | 3         |
| Club América        | Apertura 2004       | Liga MX             | 5        | 1         |         |           |          |           | 5         | 1         |
| Tổng cộng sự nghiệp | Tổng cộng sự nghiệp | Tổng cộng sự nghiệp | 241      | 74        |         |           |          |           |           |           |

## Quốc tế
| Đội tuyển quốc gia | Năm       | Số trận | Bàn thắng |
| ------------------ | --------- | ------- | --------- |
| Brazil             | 1996      | 3       | 1         |
| Brazil             | 1997      | 7       | 3         |
| Brazil             | 1998      | 0       | 0         |
| Brazil             | 1999      | 0       | 0         |
| Brazil             | 2000      | 2       | 0         |
| Brazil             | 2001      | 0       | 0         |
| Brazil             | 2002      | 2       | 1         |
| Tổng cộng          | Tổng cộng | 14      | 5         |

## Danh hiệu

### Bóng đá
Flamengo
- Copa do Brasil: 1990
- Campeonato Carioca: 1991
- Campeonato Brasileiro Série A: 1992

Palmeiras
- Campeonato Paulista: 1996
- Copa do Brasil á quân: 1996

Deportivo
- La Liga: 1999–2000
- Copa del Rey: 2001–02
- Supercopa de España: 2000, 2002

Austria Wien
- Austrian Football Bundesliga: 2002–03

Đội tuyển Brazil
- Copa América: 1997

### Bóng đá trong nhà
Deportivo
- Spanish League: 2007–08, 2009–10
- Spanish Cup: 2007–08, 2009–10

Flamengo
- Brazilian Championship: 2009[15]

Đội tuyển bóng đá trong nhà Brazil
- Indoor Football World Cup: 2006